# 电陶炉

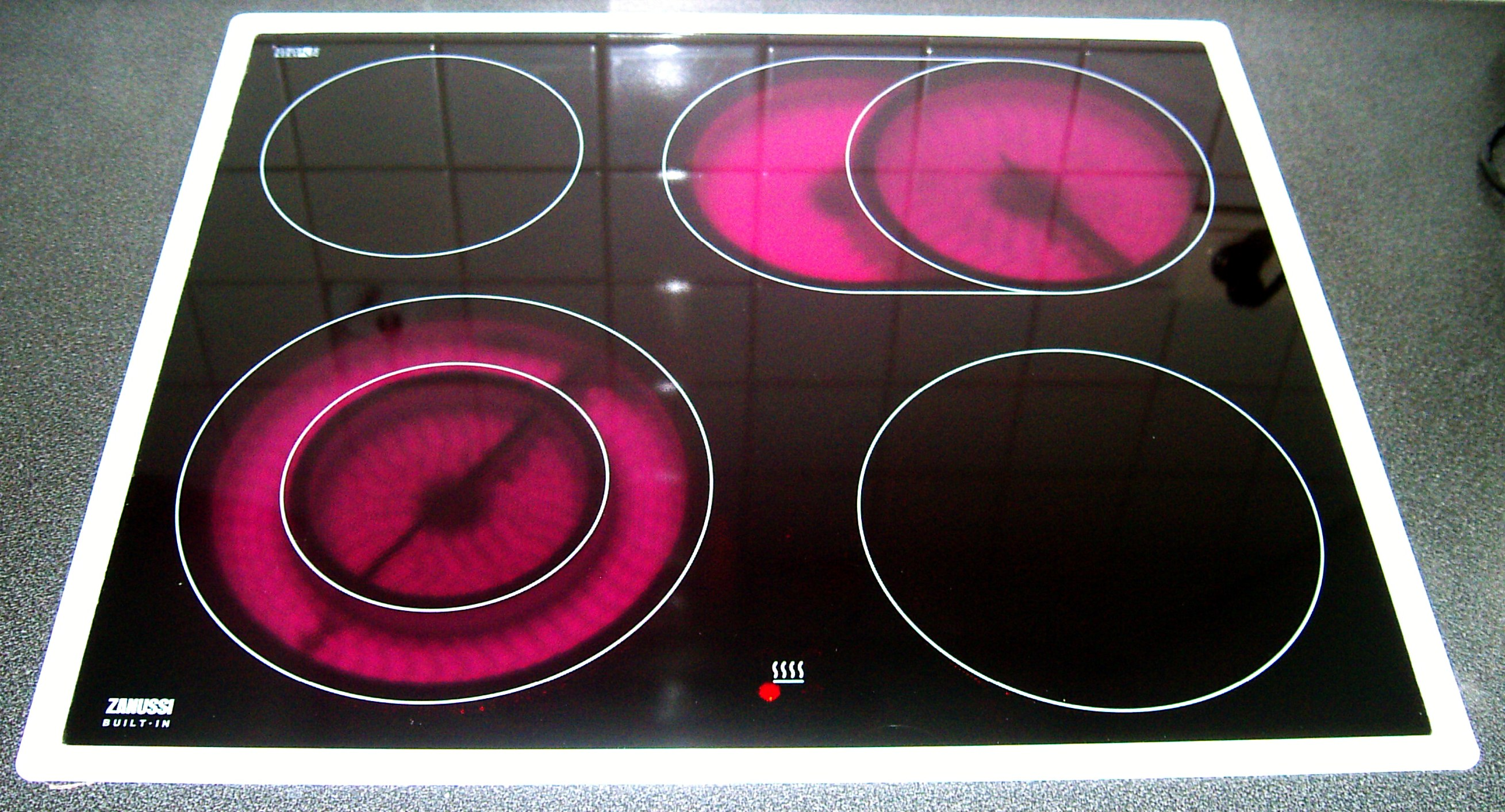
电陶炉表面使用玻璃陶瓷。

电陶炉是一种使用电力的烹饪工具，又稱太陽爐或黑晶爐。与电磁炉不同的是，使用电陶炉时，炉身会产生高温（近800℃）；电磁炉利用电磁感应使煮食器皿发热，电陶炉则是一种由炉盘中的镍铬丝發热，利用热传导对煮食器皿加热，从而将食物煮熟。

## 適用器皿
由於電陶爐的技術是應用爐盤中的鎳鉻絲發熱，致使它可以搭配不同材质的锅，只要锅能够进行热传导都可以適用，有明火煮食爐的感覺。

## 缺點
它的效率會比電磁爐為差，而且使用時廚房溫度亦會提高，在使用過後亦需要時間冷卻爐面。